# Arius wielki
Arius wielki (Netuma thalassina) – gatunek morskiej ryby sumokształtnej z rodziny ariusowatych (Ariidae).

## Występowanie
Na pewno występuje w Morzu Czerwonym oraz zachodnim Oceanie Indyjskim. Blisko spokrewniona forma żyje w Zatoce Perskiej, w Tajlandii oraz na Filipinach. Odnotowywany w Australii, Polinezji i Japonii. 
Gatunek morski, żyje przy dnie na głębokości 10–195 m, w wodach o temperaturze 26–29 °C. Często występuje w ujściach rzek, ale rzadko wchodzi do wód słodkich.

## Opis
Dorasta do 185 cm (średnio 70 cm).

## Odżywianie
Zjada głównie kraby i krewetki (m.in. z rodzaju Siquilla) oraz ryby i mięczaki.

## Rozród
Dorasta płciowo w wieku 2–4 lat przy długości 33–45 cm. Trze się od IV do VIII (Indie). Samiec inkubuje w pysku ikrę oraz larwy mniej więcej do 2 miesięcy. Po tym okresie zaczyna intensywnie żerować i zdarza się, że zjada własne młode.

## Znaczenie
Ważna ryba gospodarcza. Sprzedawany głównie świeży oraz suszony.